# 有線廣播

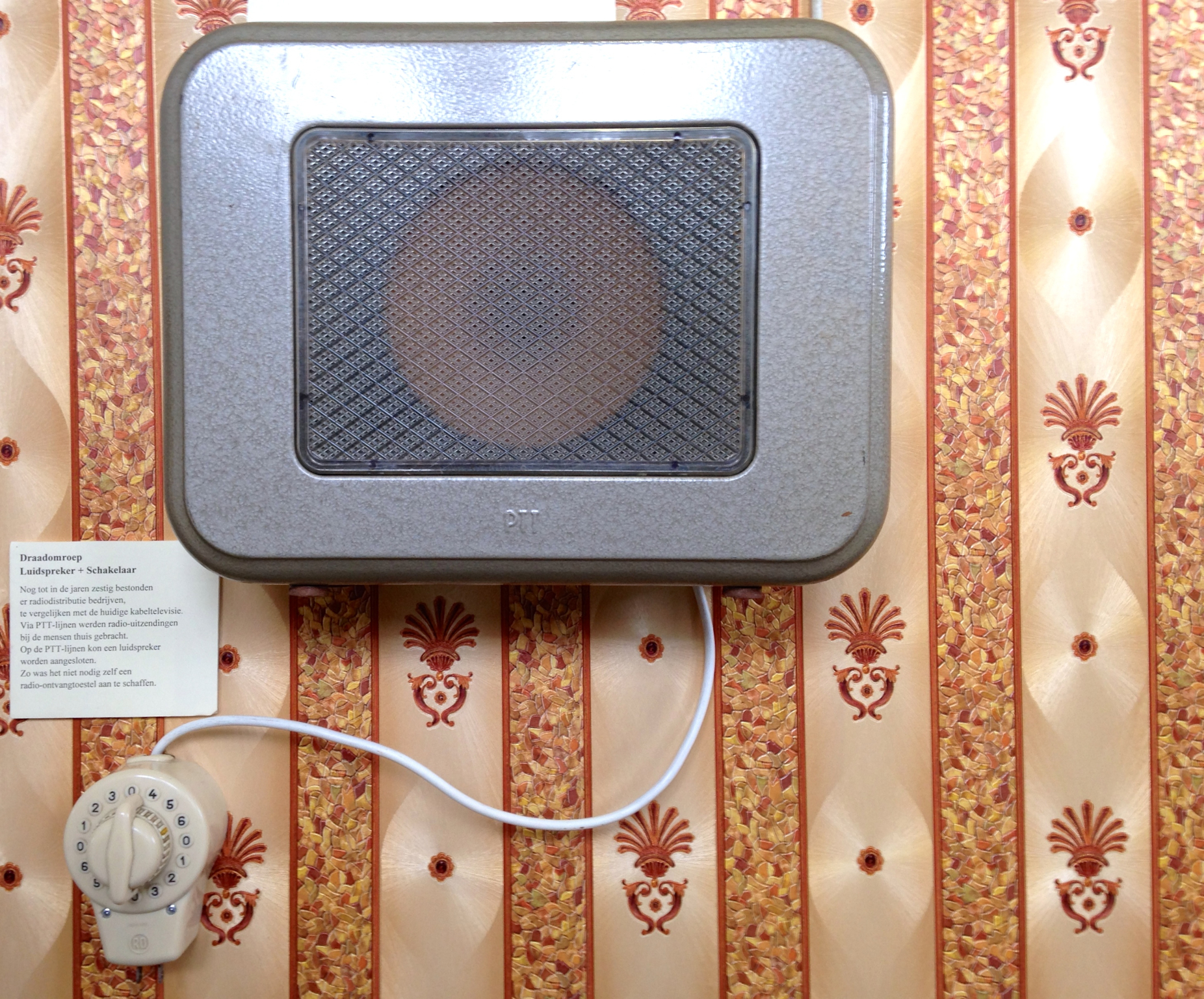
1950年代的荷兰有线广播收音机。

有线广播（英語：Cable radio），是一种通过金属导线或光纤将广播节目直接传送给用户接收设备的广播形式。

## 概况
最早的有线广播源自有线电话。有线广播的创造者被认为是波兰裔的心理学家，哲学家，公关人员和发明家朱利安·奥霍罗维奇，他在电气工程，电视，摄影和化学等领域表现出色，并发明了双模电池电话。1880年，他成功研制用导线把剧院里的音乐节目传输出去的播音设备，之后欧美各国剧院纷纷采用有线电话的方式传送演出实况。1893年，匈牙利人西奥多·普斯卡把布达佩斯市700多条电话线连接起来，定时报告新闻，这种有线广播被称为“电话报纸”。

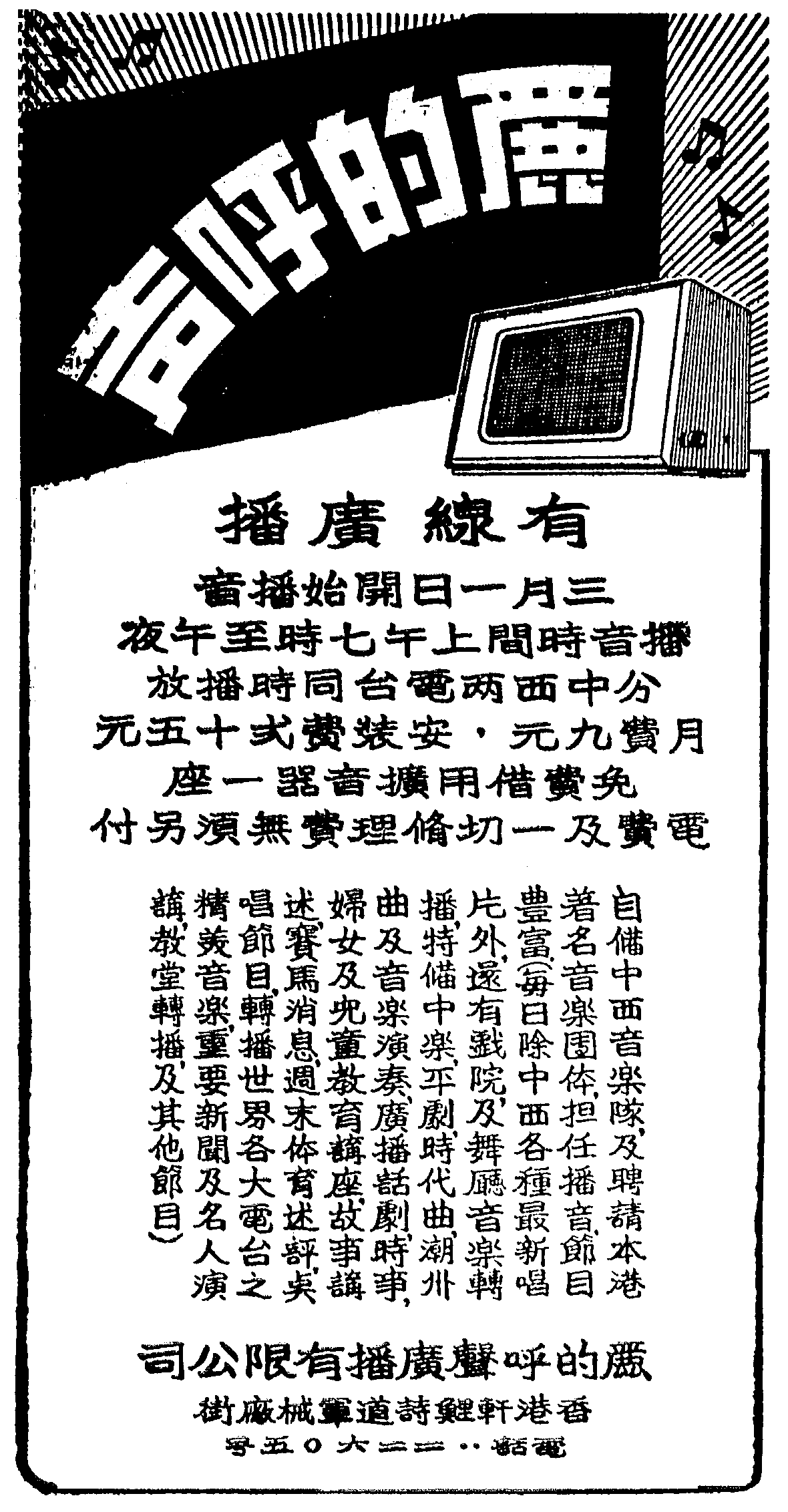
香港丽的呼声广告，刊登于1949年1月13日的《华侨日报》。

尽管无线电广播发展迅速，有线广播目前仍广泛运用于商场、学校等场合；在一些地方，当地政府也会在农村或城市社区设置有线广播设施（如中国大陆农村地区常见的“大喇叭”），进行小范围广播。此外，商业化的有线调频广播在一些国家和地区也有一定市场。有线电视业者或者专门的有线广播业者通过同轴电缆将广播信号传输给用户，用户只要将同轴电缆插入收音机或者与收音机天线连接即可收听，音质较无线广播更佳，且干扰较小。一些地区的有线电视运营商还会在有线电视电缆中传输QAM数字调制的广播信号，使用有线电视机顶盒接收。除转播当地或邻近地区无线电台外，相关业者可能还会另外开办专门的有线调频频道。